# Subprefettura di Jabaquara
La Subprefettura di Jabaquara è una subprefettura (subprefeitura) della zona meridionale della città di San Paolo in Brasile, situata nella zona amministrativa Sud-Centrale.

## Distretti
- Jabaquara